# Montignies-sur-Roc
Montignies-sur-Roc is een dorp in de Belgische provincie Henegouwen en een deelgemeente van de gemeente Honnelles. 
Het dorp ligt in het noorden van de gemeente, langs de rivier la Petite Honnelle. Montigny-sur-Roc is uitgeroepen tot een van 'De mooiste dorpen van Wallonië'. Het dorp bevindt zich midden in het natuurpark Hauts-Pays, dat onderdeel vormt van de Henegouwse Leemstreek. 

## Geschiedenis

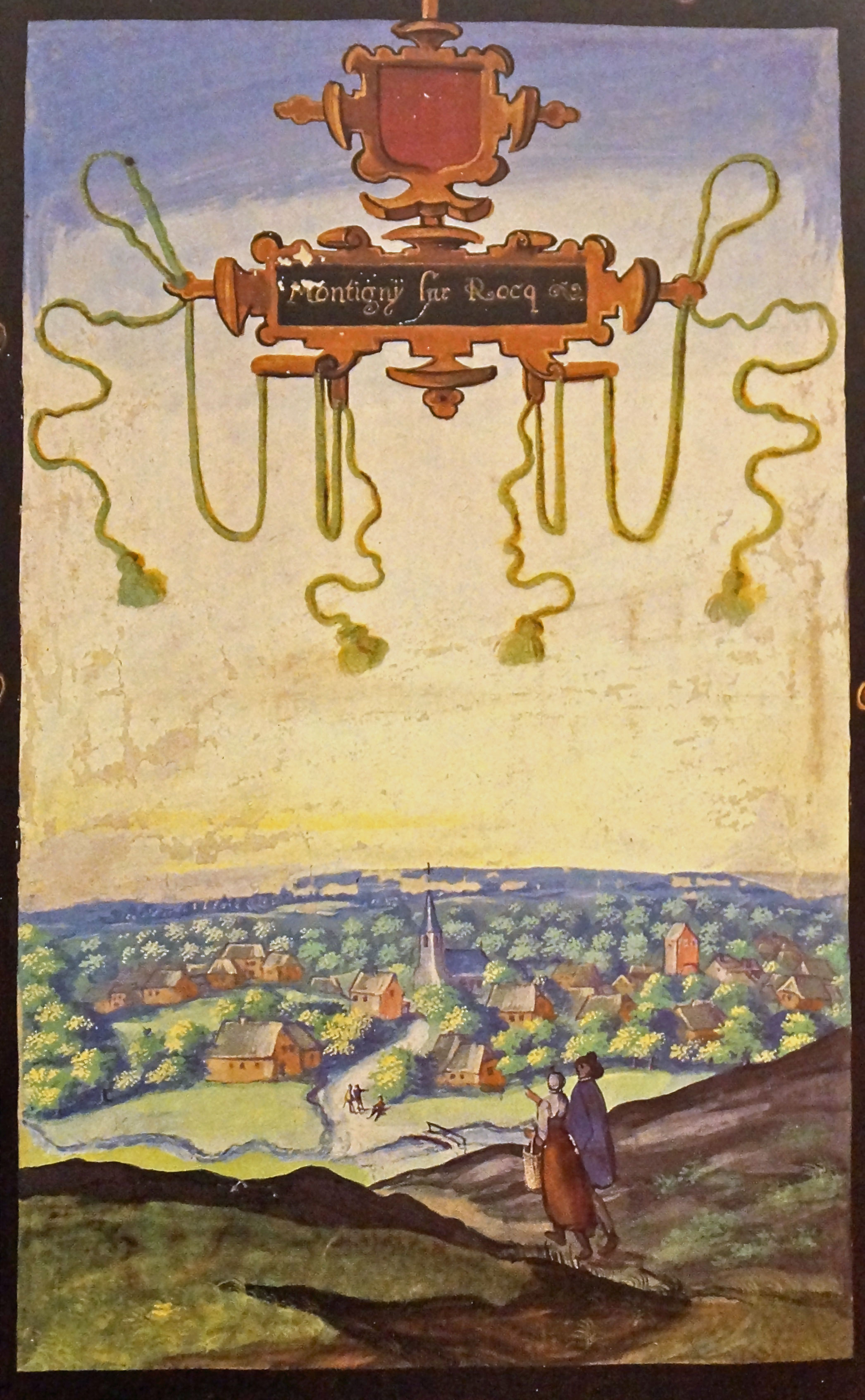
Montignies omstreeks 1600 door Adriaan van Montigny

Montignies-sur-Roc was een zelfstandige gemeente tot de gemeentelijke fusies van 1977, toen het met negen andere gemeenten een deelgemeente werd van de nieuwe fusiegemeente Honnelles.

## Bezienswaardigheden
- De Église Notre-Dame uit de 18de eeuw
- Op het kerkhof van Montignies-sur-Roc bevindt zich een Britse oorlogsgraf uit de Eerste Wereldoorlog
- De Moulin Gilmant, een watermolen
- Een kleine kunstmatige grot, de Calvarieberg, gebouwd in de 18de eeuw.
- De Ferme Jospein, die teruggaat tot de 17de en 18de eeuw.
- De Ferme de Saint-Landelin uit de 18de eeuw
- Het kasteel van Montignies-sur-Roc
- Brasserie de l'Abbaye des Rocs, een bierbrouwerij waar onder meer Abbaye des Rocs, Blanche de Honnelles, Montagnarde en Altitude 6 wordt gebrouwen.

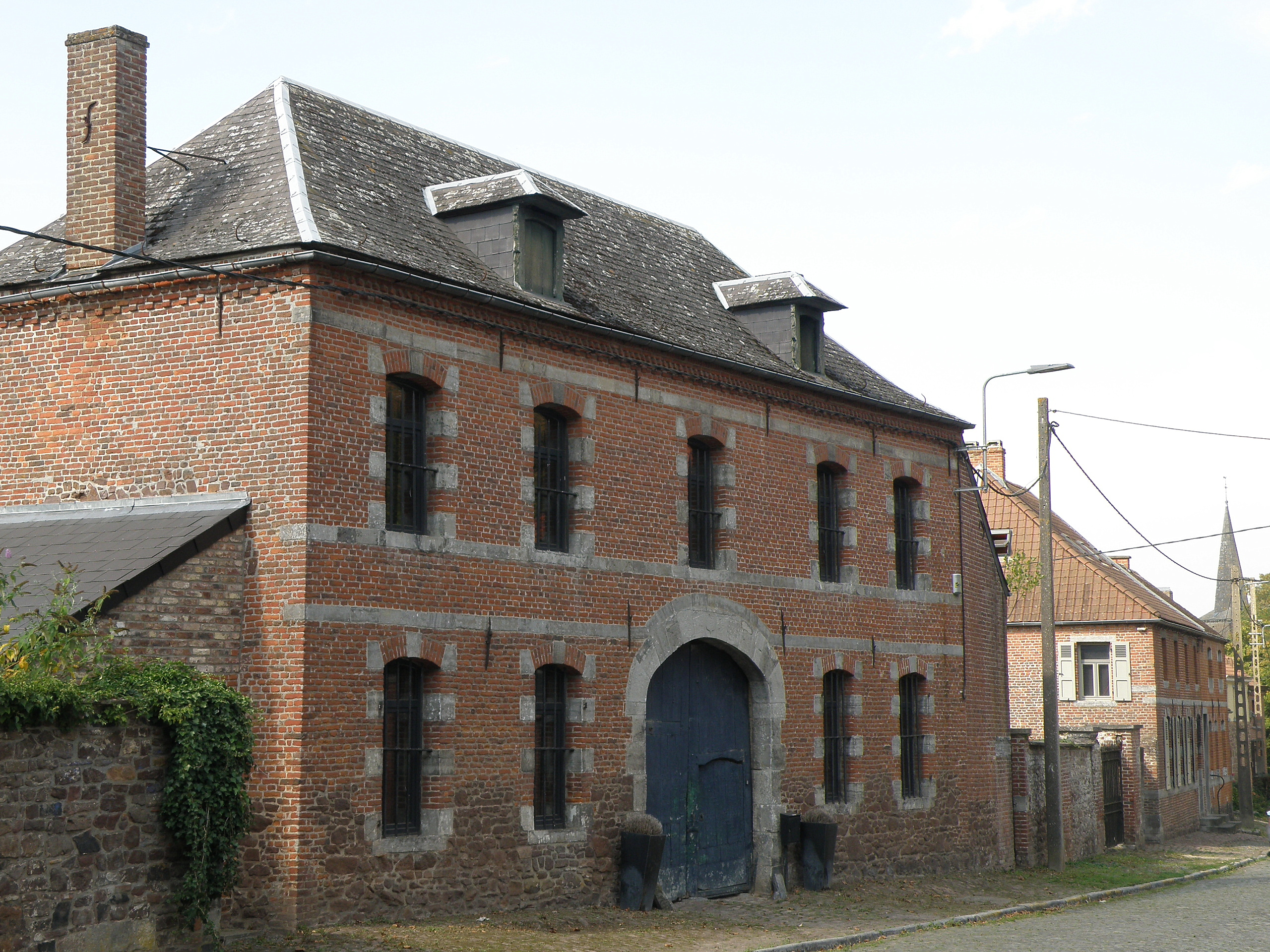
Ferme Jospein

## Demografische ontwikkeling
- Bronnen:NIS, Opm:1831 tot en met 1970=volkstellingen, 1976= inwoneraantal op 31 december

## Personen
- Adriaan van Montigny (1570-1615), schilder in dienst van Karel III van Croÿ, is waarschijnlijk afkomstig uit Montignies.[1]

Deelgemeenten: Angre · Angreau · Athis · Autreppe · Erquennes · Fayt-le-Franc · Marchipont · Montignies-sur-Roc · Onnezies · Roisin

Overige plaatsen: Meaurain · Passe-tout-Outre

Belgische gemeenten · Arrondissement Bergen · Henegouwen · Wallonië